# Campeonato Mundial Sub-17 de Futsal de 2016 (AMF)
El Campeonato Mundial Sub-17 de Futsal de la AMF se disputó en Paraguay (AMF). En este certamen participaron 12 selecciones nacionales. Su sede fue la ciudad de Encarnación. El torneo fue organizado por la Federación Paraguaya de Fútbol de Salón (FPFS) y la Asociación Mundial de Futsal (AMF).

## Sede
La sede en la que se llevó a cabo el mundial fue en Encarnación, en Paraguay y el estadio en el que se desarrolló los partidos del grupo B y todo el cuadrangular final y en el Polideportivo Municipal de Encarnación. Su segunda sede fue en Polideportivo Municipal Dos Bocas de la ciudad de San Ignacio en dónde se llevó a cabo los partidos del grupo A y dos dueños de los cuartos de final. Su tercer sede fue en el Polideportivo Municipal Capitán Miranda en Capitán Miranda en dónde se llevó a cabo los partidos del grupo C y un encuentro de los cuartos de final.
| Encarnación                            |
| Polideportivo Municipal de Encarnación |
| Capacidad: 1.700                       |
|                                        |

| San Ignacio                       |
| Polideportivo Municipal Dos Bocas |
| Capacidad: 4.700                  |
|                                   |

| Capitán Miranda                         |
| Polideportivo Municipal Capitán Miranda |
| Capacidad: 2.000                        |
|                                         |

## Calendario
Este fue el calendario de los partidos del mundial:
| FG | Fase de grupos | CF | Cuartos de final | F | Fase Final |

| Julio de 2016          | 12 Mar | 13 Mié | 14 Jue | 15 Vie | 16 Sáb | 17 Dom | 18 Lun | 19 Mar | 20 Mié |
| ---------------------- | ------ | ------ | ------ | ------ | ------ | ------ | ------ | ------ | ------ |
| Fase (no. de partidos) | FG (6) | FG (6) | FG (6) |        | CF(4)  |        | F(2)   | F(2)   | F(2)   |

## Equipos participantes
En cursiva, los equipos debutantes.
En negrita, el equipo anfitrión.
| Confederación                                                   | Selección  |             |
| --------------------------------------------------------------- | ---------- | ----------- |
| CSFS (Sudamérica) (5 cupos)                                     | Paraguay   | (Anfitrión) |
| CSFS (Sudamérica) (5 cupos)                                     | Argentina  |             |
| CSFS (Sudamérica) (5 cupos)                                     | Brasil     |             |
| CSFS (Sudamérica) (5 cupos)                                     | Colombia   |             |
| CSFS (Sudamérica) (5 cupos)                                     | Uruguay    |             |
| UEFS (Europa) (2 cupos)                                         | Bélgica    |             |
| UEFS (Europa) (2 cupos)                                         | Cataluña   |             |
| CONCACFUTSAL (Norteamérica, Centroamérica y El Caribe) (1 cupo) | Curazao    |             |
| CAFUSA (África) (1 cupo)                                        | Marruecos  |             |
| CAFS (Asia) (2 cupos)                                           | India      |             |
| CAFS (Asia) (2 cupos)                                           | Kazajistán |             |
| OFC (Oceanía) (1 cupo)                                          | Australia  |             |

- Es la primera que todas las selecciones previamente clasificadas y elegidas por la AMF se presentan sin ningún problema e inconveniente.

## Sorteo

### Líneas
El sorteo se llevó a cabo en 2016 y los 12 equipos se dividieron en tres grupos de cuatro equipos, con el anfitrión Paraguay asignado automáticamente en la línea 1.
| Línea 1                     | Línea 2                 | Línea 3                 | Línea 4                      |
| --------------------------- | ----------------------- | ----------------------- | ---------------------------- |
| Paraguay Argentina Colombia | Brasil Uruguay Cataluña | Bélgica Marruecos India | Australia Curazao Kazajistán |

### Grupos
Tras el sorteo, los grupos quedaron de la siguiente manera:
| Grupo A                            | Grupo B                           | Grupo C                             |
| ---------------------------------- | --------------------------------- | ----------------------------------- |
| Paraguay Cataluña India Kazajistán | Colombia Brasil Bélgica Australia | Argentina Uruguay Marruecos Curazao |

## Primera fase

### Grupo A
| Grupo A    | Pts | J | G | E | P | GF | GC | Dif |
| ---------- | --- | - | - | - | - | -- | -- | --- |
| Paraguay   | 6   | 3 | 3 | 0 | 0 | 39 | 4  | +35 |
| Kazajistán | 3   | 3 | 1 | 1 | 1 | 20 | 16 | +4  |
| Cataluña   | 3   | 3 | 1 | 1 | 1 | 10 | 7  | +3  |
| India      | 0   | 3 | 0 | 0 | 3 | 3  | 45 | -42 |

| 12 de julio de 2016 | Cataluña | 8:0 | India | Polideportivo Municipal Dos Bocas, San Ignacio |  |
| 18:30               |          |     |       |                                                |  |

| 12 de julio de 2016 | Paraguay | 12:3 (3:2) | Kazajistán | Polideportivo Municipal Dos Bocas, San Ignacio |  |
| 21:15               |          | Reporte    |            |                                                |  |

| 13 de julio de 2016 | Cataluña | 1:1 | Kazajistán | Polideportivo Municipal Dos Bocas, San Ignacio |  |
| 18:30               |          |     |            |                                                |  |

| 13 de julio de 2016 | Paraguay | 21:0 (11:0) | India | Polideportivo Municipal Dos Bocas, San Ignacio |  |
| 20:30               |          |             |       |                                                |  |

| 14 de julio de 2016 | Kazajistán | 16:3 | India | Polideportivo Municipal Dos Bocas, San Ignacio |  |
| 18:30               |            |      |       |                                                |  |

| 14 de julio de 2016 | Paraguay | 6:1 (5:1) | Cataluña | Polideportivo Municipal Dos Bocas, San Ignacio |  |
| 20:30               |          |           |          |                                                |  |

### Grupo B
| Grupo B   | Pts | J | G | E | P | GF | GC | Dif |
| --------- | --- | - | - | - | - | -- | -- | --- |
| Colombia  | 5   | 3 | 2 | 1 | 0 | 13 | 3  | +10 |
| Bélgica   | 4   | 3 | 2 | 0 | 1 | 14 | 5  | +9  |
| Brasil    | 3   | 3 | 1 | 1 | 1 | 7  | 6  | +1  |
| Australia | 0   | 3 | 0 | 0 | 3 | 2  | 22 | -20 |

| 12 de julio de 2016 | Bélgica | 2:1 | Brasil | Polideportivo Municipal de Encarnación, Encarnación |  |
| 15:00               |         |     |        |                                                     |  |

| 12 de julio de 2016 | Colombia | 7:0 (5:0) | Australia | Polideportivo Municipal de Encarnación, Encarnación |  |
| 16:30               |          |           |           |                                                     |  |

| 13 de julio de 2016 | Brasil | 4:2 | Australia | Polideportivo Municipal de Encarnación, Encarnación |  |
| 18:30               |        |     |           |                                                     |  |

| 13 de julio de 2016 | Colombia | 4:1 (1:0) | Bélgica | Polideportivo Municipal de Encarnación, Encarnación |  |
| 20:30               |          |           |         |                                                     |  |

| 14 de julio de 2016 | Bélgica | 11:0 | Australia | Polideportivo Municipal de Encarnación, Encarnación |  |
| 18:30               |         |      |           |                                                     |  |

| 14 de julio de 2016 | Colombia | 2:2 (2:0) | Brasil | Polideportivo Municipal de Encarnación, Encarnación |  |
| 20:30               |          |           |        |                                                     |  |

### Grupo C
| Grupo C   | Pts | J | G | E | P | GF | GC | Dif |
| --------- | --- | - | - | - | - | -- | -- | --- |
| Argentina | 6   | 3 | 3 | 0 | 0 | 16 | 1  | +15 |
| Uruguay   | 4   | 3 | 2 | 0 | 1 | 9  | 9  | 0   |
| Marruecos | 2   | 3 | 1 | 0 | 2 | 8  | 11 | -3  |
| Curazao   | 0   | 3 | 0 | 0 | 3 | 6  | 18 | -12 |

| 12 de julio de 2016 | Marruecos | 7:5 | Curazao | Polideportivo Municipal Capitán Miranda, Capitán Miranda |  |
| 15:00               |           |     |         |                                                          |  |

| 12 de julio de 2016 | Argentina                                                      | 7:1 (3:1) | Uruguay | Polideportivo Municipal Capitán Miranda, Capitán Miranda |  |
| 16:30               | Juan Cruz March · Franco Molina · Tomas Bonilla · Matias Cornu |           |         |                                                          |  |

| 13 de julio de 2016 | Uruguay | 3:1 | Curazao | Polideportivo Municipal Capitán Miranda, Capitán Miranda |  |
| 18:30               |         |     |         |                                                          |  |

| 13 de julio de 2016 | Argentina       | 1:0 (1:0) | Marruecos | Polideportivo Municipal Capitán Miranda, Capitán Miranda |  |
| 20:30               | Juan Cruz March |           |           |                                                          |  |

| 14 de julio de 2016 | Uruguay | 5:1 | Marruecos | Polideportivo Municipal Capitán Miranda, Capitán Miranda |  |
| 18:30               |         |     |           |                                                          |  |

| 14 de julio de 2016 | Argentina                                                    | 8:0 (6:0) | Curazao | Polideportivo Municipal Capitán Miranda, Capitán Miranda |  |
| 20:30               | Tomás Bonilla · Bruno Toro · Agustín Leiva · Luciano Soldati |           |         |                                                          |  |

## Mejores terceros
Los dos mejores de los terceros puestos avanzan a la segunda ronda.
| N.º | Equipo    | Gr | Pts | J | G | E | P | GF | GC | Dif |
| --- | --------- | -- | --- | - | - | - | - | -- | -- | --- |
| 1.  | Cataluña  | A  | 3   | 3 | 1 | 1 | 1 | 10 | 7  | +3  |
| 2.  | Brasil    | B  | 3   | 3 | 1 | 1 | 1 | 7  | 6  | +1  |
| 3.  | Marruecos | C  | 2   | 3 | 1 | 0 | 2 | 8  | 11 | -3  |

## Cuartos de final

### Primera llave
|  | Cuartos de final |   |
|  |                  |   |
|  | 16 de julio      |   |
|  |                  |   |
|  | Paraguay         | 7 |
|  | Paraguay         | 7 |
|  | Brasil           | 3 |
|  | Brasil           | 3 |

### Segunda llave
|  | Cuartos de final |   |
|  |                  |   |
|  | 16 de julio      |   |
|  |                  |   |
|  | Argentina        | 5 |
|  | Argentina        | 5 |
|  | Cataluña         | 0 |
|  | Cataluña         | 0 |

### Tercera llave
|  | Cuartos de final |   |
|  |                  |   |
|  | 16 de julio      |   |
|  |                  |   |
|  | Colombia         | 4 |
|  | Colombia         | 4 |
|  | Uruguay          | 0 |
|  | Uruguay          | 0 |

### Cuarta llave
|  | Cuartos de final |   |
|  |                  |   |
|  | 16 de julio      |   |
|  |                  |   |
|  | Kazajistán       | 3 |
|  | Kazajistán       | 3 |
|  | Bélgica          | 0 |
|  | Bélgica          | 0 |

### Partidos
| 16 de julio de 2016 | Paraguay                                                                          | 7:3 (2:2) | Brasil            | Polideportivo Municipal Dos Bocas, San Ignacio |  |
|                     | Rolando Rotella · Leonardo Mongelos · Paulo Rodriguez · Arnoldo Vega · Oscar Soto |           | Eric · Oscar Soto |                                                |  |

| 16 de julio de 2016 | Argentina                                      | 5:0 (3:0) | Cataluña | Polideportivo Municipal Dos Bocas, San Ignacio |  |
|                     | Tomás Bonilla · Jorge Carrillo · Franco Molina |           |          |                                                |  |

| 16 de julio de 2016 | Colombia | 4:0 (4:0) | Uruguay | Polideportivo Municipal Capitán Miranda, Capitán Miranda |  |

| 16 de julio de 2016 | Kazajistán | 3:0 | Bélgica |  |  |

## Cuadrangular final
| Pos. | Equipo     | Pts | J | G | E | P | GF | GC | Dif |
| ---- | ---------- | --- | - | - | - | - | -- | -- | --- |
| 1.   | Colombia   | 5   | 3 | 2 | 1 | 0 | 9  | 5  | +4  |
| 2.   | Paraguay   | 4   | 3 | 2 | 0 | 1 | 15 | 9  | +6  |
| 3.   | Argentina  | 3   | 3 | 1 | 1 | 1 | 10 | 7  | +3  |
| 4.   | Kazajistán | 0   | 3 | 0 | 0 | 3 | 5  | 18 | -13 |

| 18 de julio de 2016 | Colombia | 2:0 (0:0) | Kazajistán | Polideportivo Municipal de Encarnación, Encarnación |  |

| 18 de julio de 2016 | Paraguay                                         | 3:1 (2:0) | Argentina  | Polideportivo Municipal de Encarnación, Encarnación |  |
|                     | Rolando Rotella · Kevin Santos · Paulo Rodriguez |           | Bruno Toro |                                                     |  |

| 19 de julio de 2016 | Argentina        | 2:2 (0:2) | Colombia                       | Polideportivo Municipal de Encarnación, Encarnación |  |
|                     | Juan Cruz Marcha |           | Wilson Hilarion · Julian Pardo |                                                     |  |

| 19 de julio de 2016 | Paraguay | 9:3 (4:1) | Kazajistán | Polideportivo Municipal de Encarnación, Encarnación |  |

| 20 de julio de 2016 | Argentina | 7:2 (5:1) | Kazajistán | Polideportivo Municipal de Encarnación, Encarnación |  |

| 20 de julio de 2016 | Paraguay                                             | 3:5 (3 3) | Colombia                                                                    | Polideportivo Municipal de Encarnación, Encarnación |  |
|                     | Rolando Rotella · Kevin Santos · Guillermo Cauzarano |           | Wilson Hilarion · Eduardo Riaño · Julian Pardo · Jefferson Camilo Amezquita |                                                     |  |

|                              |
| Bandera de Colombia          |
| Campeón Colombia 1.er Título |

## Tabla general
| Pos. | Equipo     | Pts | J | G | E | P | GF | GC | Dif. | Rend. |
| ---- | ---------- | --- | - | - | - | - | -- | -- | ---- | ----- |
| 1    | Colombia   | 12  | 7 | 5 | 2 | 0 | 26 | 8  | +18  | 85,7% |
| 2    | Paraguay   | 12  | 7 | 6 | 0 | 1 | 61 | 16 | +45  | 85,7% |
| 3    | Argentina  | 11  | 7 | 5 | 1 | 1 | 31 | 8  | +23  | 78,5% |
| 4    | Kazajistán | 5   | 7 | 2 | 1 | 4 | 28 | 34 | -6   | 35,7% |
| 5    | Bélgica    | 4   | 4 | 2 | 0 | 2 | 14 | 8  | +6   | 50%   |
| 6    | Uruguay    | 4   | 4 | 2 | 0 | 2 | 9  | 13 | -4   | 50%   |
| 7    | Cataluña   | 3   | 4 | 1 | 1 | 2 | 10 | 12 | -2   | 37,5% |
| 8    | Brasil     | 3   | 4 | 1 | 1 | 2 | 10 | 13 | -3   | 37,5% |
| 9    | Marruecos  | 2   | 3 | 1 | 0 | 2 | 8  | 11 | -3   | 33,3% |
| 10   | Curazao    | 0   | 3 | 0 | 0 | 3 | 6  | 18 | -12  | 0%    |
| 11   | Australia  | 0   | 3 | 0 | 0 | 3 | 2  | 22 | -20  | 0%    |
| 12   | India      | 0   | 3 | 0 | 0 | 3 | 3  | 45 | -42  | 0%    |

## Premios y reconocimientos

### Goleador
| Jugador        | Equipo   | Goles |
| -------------- | -------- | ----- |
| Rolando Rotela | Paraguay | 12    |

### Valla menos vencida
| Jugador | Selección | Goles |
| ------- | --------- | ----- |
| ?       | Argentina | 6     |